# 钟志明
钟志明（1952年9月—），四川荣县人。中国人民解放军中将。
2002年，担任中国人民解放军第38集团军参谋长。2004年，任河北省军区司令员。2006年，任北京军区副参谋长。同年10月，升任总参谋部军务部部长。2009年6月，任沈阳军区副司令员。2011年7月，晋升为中将军衔。2018年2月24日，当选为第十三届全国人大代表。
中国留学生钟轩宇在英国因强奸案判监6年，有报道称其父是钟志明，在案发后其父有威胁证人妨碍司法等嫌疑。但中国官方随后指出钟志明只有一个儿子，名叫钟波，从未出国。